# Verginia Șerbănescu
Verginia Șerbănescu (n. 5 noiembrie 1946, Grebănu, jud. Buzău – d. 10 decembrie 2011, București) a fost un senator român în legislatura 2004-2008 ales în județul Buzău pe listele partidului PD. Vergenia Șerbănescu a fost medic în Râmnicu Sărat. În cadrul activității sale parlamentare, Verginia Șerbănescu a fost membru în grupurile parlamentare de prietenie cu Republica Federativă a Braziliei, UNESCO, Federația Rusă și Republica Guineea.

## Studii
Urmează cursurile școlii primare în comuna natală, apoi Liceul „Alexandru Vlahuță” din Râmnicu Sărat. În 1970 a absolvit Facultatea de Medicină din Iași. A urmat cursuri postuniversitare de Psihologie pentru formarea cadrelor didactice, studii și cercetări în domeniul medical.

## Cariera
A fost medic de medicină generală la dispensarul medical din Mărgăritești între anii 1970-1973,  medic la Întreprinderea de confecții din Râmnicu Sărat, până în 1977. Până la pensionare în anul 2010 a lucrat ca medic specialist, apoi ca medic primar de igienă generală la Direcția de Sănătate Publică Buzău, departamentul Râmnicu Sărat. A înființat Școala postliceală pentru asistente medicale, iar în colaborare cu Centrul Universitar Iași  a reușit să funcționeze și la Râmnicu Sărat Facultatea de Studii Economice și Juridice. 
Activitate politică
Ca senator, dr. Verginia Șerbănescu, a avut patru luări de cuvânt, a semnat 12 propuneri legislative și două moțiuni. A deținut funcția de secretar din partea  grupului  parlamentar de prietenie  a Camerei Deputaților și Senatului cu UNESCO.